# Чёрный Порог (Карелия)
Чёрный Поро́г (карел. Muštakoški) — посёлок Сегежского района Республики Карелия России. Административный центр Чернопорожского сельского поселения.

## Общие сведения
Расположен в 78 км по автодороге к северо-западу от города Сегежа, в месте впадения в реку Онигму ручья Чёрного, вытекающего из озера Педармилампи.
Строительство посёлка началось в 1936 году, с целью организации лесозаготовки была построена железнодорожная ветка от линии Петрозаводск—Мурманск.
В посёлке действует средняя школа, детский сад, клуб, фельдшерский пункт, магазин.

## Население
| 2002 | 2009 | 2010 | 2013 |
| ---- | ---- | ---- | ---- |
| 813  | ↘697 | ↘557 | ↘500 |

## Улицы
- ул. 1 Мая
- ул. Болотная
- ул. Кирова
- ул. Лесная
- ул. Набережная
- ул. Новая
- ул. Речная
- ул. Советская